# Monique Dauge
Monique Dauge (Nantes, 6 de outubro de 1956) é uma matemática e analista numérica francesa, especializada em equações diferenciais parciais, teoria espectral e aplicações em computação científica. É investigadora sênior emérita do Centre national de la recherche scientifique (CNRS), associado à Universidade de Rennes I.

## Formação e carreira
Dauge nasceu em 6 de outubro de 1956 em Nantes, e obteve um diploma e uma agregação em 1978 na Universidade de Nantes. Em 1980 defendeu uma tese de doutorado em Nantes, Etude de l’opérateur de Stokes dans un polygone: régularité, singularités et théorème d’indice, e em 1986 completou a habilitação lá com a tese de habilitação Régularités et singularités des solutions de problèmes aux limites elliptiques sur des domaines singuliers de type à coins, orientada por Lai The Pham.
Neste meio tempo tornou-se pesquisadora júnior do CNRS em 1980 e pesquisadora em 1984, ambas associadas à Universidade de Nantes. Em 1996 tornou-se diretora de pesquisa do CNRS e mudou-se para a Universidade de Rennes. Aposentou-se como pesquisadora sênior emérita em 2021.

## Publicações selecionadas
Dauge é autora de Elliptic boundary value problems on corner domains: Smoothness and asymptotics of solutions (Lecture Notes in Mathematics 1341, Springer, 1988). É coautora de Spectral methods for axisymmetric domains: Numerical algorithms and tests (com Christine Bernardi e Yvon Maday, com contribuições de Mejdi Azaïez, Gauthier-Villars, 1999). Suas muitas publicações de pesquisa incluem o artigo altamente citado "Vector potentials in three‐dimensional non‐smooth domains" (com Chérif Amrouche, Christine Bernardi e Vivette Girault, Mathematical Methods in the Applied Sciences, 1998).